# Солано
Солано је врста ветра који дува на Иберијском полуострву. Дува лети, из правца истока у Шпанији и повремено доноси кишу. Ово је топао и влажан ветар. На Јадрану се назива „левантино“.